# 찰스 1세
찰스 1세 (1600년 11월 19일 ~ 1649년 1월 30일)는 잉글랜드, 스코틀랜드, 아일랜드의 국왕이다. 1625년 3월 27일 즉위하여 1649년 처형될 때까지 재위하였다.
스튜어트 왕조인 스코틀랜드의 제임스 6세 차남으로 태어났다. 1603년 제임스가 잉글랜드의 왕위를 계승하여 제임스 1세가 된 뒤 런던으로 이주하였다. 1612년 웨일스공이었던 형 헨리 프레더릭이 사망하자 왕위계승권자가 되었다. 스페인 마리아 아나와 혼담이 오갔으나 1623년 직접 스페인을 방문하여 8개월간 머물며 진행한 협상 끝에 결렬되었다. 1625년 즉위 직후 프랑스의 앙리에트 마리와 결혼하였다.
즉위 첫 해부터 찰스 1세는 군주의 특권을 제약하려는 잉글랜드 의회와 갈등을 빚었다. 그는 왕권신수설을 주장하여 의회 간섭없이 전제군주로 통치하고자 하였으나 의회는 동의 없는 징세 등 행위를 폭정으로 인식하였다. 프랑스 공주를 왕비로 맞은 뒤 로마가톨릭을 옹호한다는 평이 돌면서 개신교 교도들 반감이 커졌는데, 특히 장로제를 기반으로 하는 잉글랜드 청교도와 스코틀랜드 언약도 반발이 컸다. 찰스 1세는 공식적으로 잉글랜드 교회 수장으로서 성공회의 고교회 운동을 지지하였으나 30년 전쟁이 벌어지는 유럽 대륙의 개신교 군대에 대한 지원은 미온적이었기 때문에 개신교도들은 종교개혁에 관한 찰스 1세 본심을 의심하였다. 장로제를 채택한 스코틀랜드 교회에 성공회 관례와 주교제를 강요하려는 시도는 주교 전쟁으로 이어졌고 스스로 몰락을 불러오는 단초가 되었다.
1642년 찰스 1세와 의회 갈등은 결국 잉글랜드 내전으로 폭발하였다. 잉글랜드와 스코틀랜드 의회는 원두당을 결성하고 왕당파인 기사당 군대와 싸웠다. 개전 초기에는 전쟁 향방을 알기 어려웠지만, 1645년 의회군이 신형군을 결성한 뒤 전세가 기울어 찰스 1세는 옥스포드에서 퇴각하여 북쪽으로 도망쳤다. 그는 그나마 스튜어트가에 온정적이었던 스코틀랜드 군대에 항복하였고 잉글랜드와 스코틀랜드 의회 사이 오랜 협상 끝에 런던 장기의회로 넘겨졌다. 찰스 1세는 의회 입헌군주제 요구를 거부하다가 1647년 11월 잠시 탈출하였으나 다시 붙잡혀 아일오브와이트에 투옥되었다. 그 사이 스코틀랜드 언약도가 왕당파로 돌아서며 다시 내전이 벌어졌지만, 잉글랜드 신형군은 1648년 말까지 잉글랜드 내 봉기를 진압하며 내전을 종결지었다. 의회파는 찰스 1세를 반역죄로 기소하여 1649년 1월 처형하였다. 이후 의회는 군주제를 폐지하고 공화제인 잉글랜드 연방을 수립하였다. 잉글랜드 연방은 호국경 올리버 크롬웰 사망후 급속히 구심력을 잃었고, 1660년 찰스 1세 아들 찰스 2세가 국왕으로 즉위하여 왕정복고가 이루어졌다.
찰스1세는 잉글랜드 종교 개혁 이후 잉글랜드 성공회가 시성한 유일한 국왕이다.

## 유년기
1600년11월 19일 파이프의 던펌린궁에서 스코틀랜드의 제임스 6세와 덴마크의 앤 사이의 차남으로 태어났다. 12월 23일 에든버러의 홀리루드 궁전 왕실예배당에서 스코틀랜드 교회의 개신교 의례에 따라 세례받았다. 제임스 6세는 이를 기념하여 새로 태어난 찰스를 올버니 공작으로 삼았다. 제임스 6세는 잉글랜드의 엘리자베스 1세의 사촌이었고 1603년 엘리자베스 1세가 후사 없이 사망하자 제임스 1세로서 잉글랜드 국왕으로 즉위하였다. 그해 4월에는 제임스 1세가, 6월에는 가족들이 잉글랜드로 이주하였지만, 허약하였던 찰스는 여행 중에 건강이 상할 수 있다는 우려 때문에 제임스의 총신인 던펌린 백작 알렉산더 세튼을 후견인으로 삼아 스코틀랜드에 남겨졌다.
1604년 세 살이 된 찰스가 홀로 던펌린궁을 걸어다닐 수 있게 되자 잉글랜드로 떠날 수 있겠다고 판단되었고 7월 중순 잉글랜드를 향해 출발하였다. 찰스 1세의 보육은 몬머스 백작 로버트 캐리의 아내인 엘리자베스 트레버니언에게 맡겨졌다. 그녀는 찰스 1세의 연약한 발목을 강화시켜준다고 믿어 스페인산 쇠가죽에 황동을 덧댄 부츠를 신게 하였다. 찰스 1세는 성장이 더뎠고 평생 말을 더듬었다.
1605년 1월 찰스 1세는 잉글랜드 국왕의 차남에 대한 관례적 작위인 요크 공작에 봉해졌고 바스 기사 수훈이 주어졌다. 찰스 1세의 훈육은 스코틀랜드 교회의 토머스 머레이가 맡았다. 머레이는 찰스 1세에게 당시 인문주의 교육의 일반적인 교육과정이었던 고전, 언어, 수학 및 종교의 일반적인 과목을 가르쳤다. 1611년 가터 기사의 수훈이 더해졌다.
자라나면서 찰스 1세는 신체적 허약함을 극복하였다. 오늘날의 의학으로 보면 찰스 1세는 구루병을 앓았던 것으로 보인다. 그는 기마술과 총격술, 검술 등에 능하게 되었다. 그러나 형 헨리 프레더릭에 비해 키나 강인함 모두 미치지 못하였고 찰스 1세는 형을 따라가려고 애썼다. 1612년 11월 초 헨리 프레더릭은 18세의 나이에 장티프스로 의심되는 질병을 앓다 사망하였다. 일부에서는 포르피린증이 있었다고 추측하기도 한다. 장남이 사망하자 차남이었던 찰스 1세가 왕위계승권자가 되어 형이 지니고 있었던 웨일스공, 콘월 공작, 로스시 공작, 체스터 백작 등의 여러 작위를 계승하였다.

## 왕세자 시기

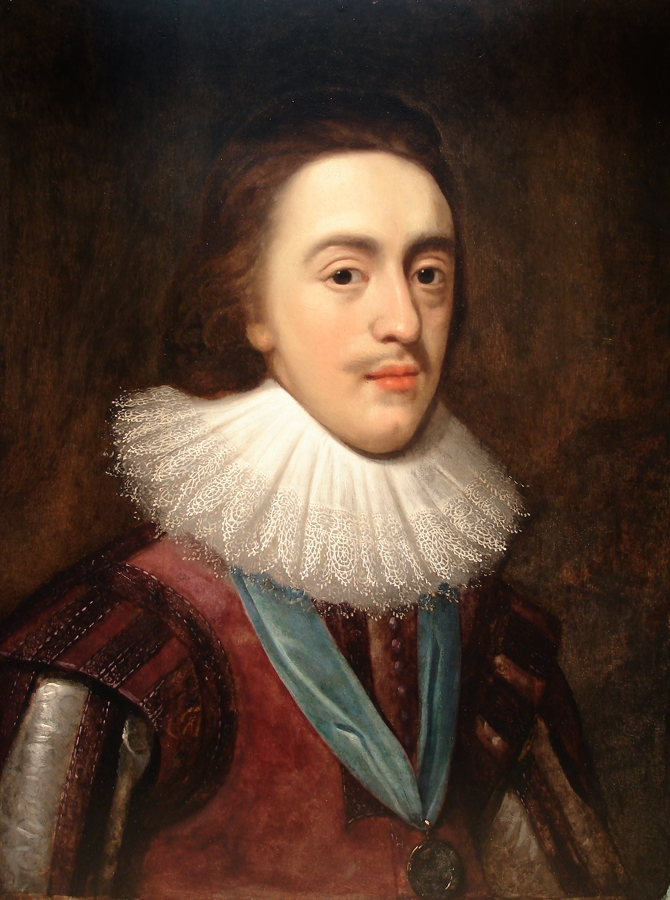
웨일스 공 시절의 찰스

1613년 찰스 1세의 누이 엘리자베스 스튜어트가 하이델베르크의 팔츠 선제후 프리드리히 5세와 혼인하여 떠났다. 1617년 로마가톨릭을 신봉한 합스부르크가의 페르디난트 2세가 보헤미아 왕국의 국왕으로 즉위하자 이듬해 보헤미아에서는 반란이 일어났다. 1619년 개신교 제후동맹이 주도하던 보헤미아 의회는 페르디난트 2세를 축출하고 새 국왕으로 프리드리히 5세를 선출하였다. 그러나 페르디난트 2세는 신성로마제국 의회에서 신성로마제국의 황제로 선출되었기 때문에 종교를 명분으로 한 둘 사이의 갈등은 결국 30년 전쟁으로 비화하였다. 로마가톨릭과 개신교가 전면에 내세워진 전쟁의 영향은 유럽 전역으로 빠르게 확산되었고 잉글랜드 의회를 비롯한 잉글랜드 사회는 이를 두 세계관의 정면 충돌로 인식하였다. 전쟁 초기 전황은 개신교군에 유리하였으나 1620년 백산 전투에서 가톨릭군이 승리하자 전쟁은 장기화 되어 사태의 향방을 알 수 없게 되었고 팔츠 선제후국은 합스부르크가 지배하던 스페인령 네덜란드 군의 침공을 받게 되었다. 이러한 상황 속에서 잉글랜드의 제임스 1세는 자신의 왕세자 찰스 1세와 스페인의 왕녀 마리아 아나의 혼사를 추진하여 이를 장기화 된 전쟁의 평화 조약을 위한 구실로 삼고자 하였다.
그러나 제임스 1세의 이러한 계획은 궁정과 잉글랜드 대중들 모두에게 인기가 없었다. 1621년 소집된 잉글랜드 의회는 스페인과 가톨릭에 대항하는 해군의 참전과 잉글랜드 내의 성공회 기피에 대한 강제 개종, 그리고 왕세자의 결혼 대상은 개신교도로 할 것을 요청하였다. 의회는 당시 상원 의장 겸 대법관이었던 프랜시스 베이컨을 국왕의 동의 없이 부패 혐의로 탄핵하면서 사권박탈법을 적용하여 모든 권리를 몰수하였는데, 이는 훗날 의회가 같은 방법으로 찰스 1세의 지지자인 버킹엄 공작, 윌리엄 로드 대주교, 스트라포드 백작 등을 축출하는 선례가 되었다. 제임스 1세는 왕세자의 결혼에 대해 하원이 의견을 내는 것을 군주의 특권에 대한 침해라고 보아 하원은 내정에 대해서만 논의할 수 있다고 주장하였고, 이에 맞서 하원의 의원들은 자신들이 서민의 방벽으로서 스페인과 개신교가 전쟁을 벌이는 이 시기에 웨일스 공의 결혼에 대해 언론의 자유를 지녀야 한다고 주장하였다. 찰스 1세 역시 아버지와 같이 자신의 결혼을 하원이 거론하는 것을 특권 침해로 불쾌해 하였다. 결국 제임스 1세는 1622년 군주에 대해 무례하다는 이유로 의회를 해산하였다.
버킹엄 공작 조지 빌리어즈는 제임스 1세의 총신으로 찰스 1세에게도 지대한 영향을 주었고, 1623년 버킹엄 공작과 찰스는 오랫동안 미뤄지던 스페인 여정에 함께하였다. 그러나 둘의 여정은 참담한 실패로 끝났다. 왕녀는 찰스 1세를 그저 이교도 가운데 한 명 정도로 대했고 스페인 왕실의 첫 요구는 가톨릭 개종이었다. 그에 덧붙여 스페인은 잉글랜드 형볍의 가톨릭 박해 조항을 삭제할 것을 요구하였는데 이는 잉글랜드 의회가 결코 받아들이지 않을 조건이었고, 왕녀는 결혼 후에도 잉글랜드가 실제로 약속을 지키는 지 확인하기 위해 1년 간 스페인 왕궁에 머물것이라는 조건이 추가되었다. 굴욕에 가까운 결혼 조건을 거부하고 찰스 1세와 버킹엄 공작이 런던으로 돌아오자 대중은 이를 환영하였다. 수모를 당한 찰스 1세는 버킹엄 공작과 함께 제임스 1세에게 스페인에 대한 전쟁을 선포해야 한다고 요청하였다.
개신교도 고문들의 지지를 받으며 제임스 1세는 전쟁 자금의 확보를 위해 의회를 소집하였다. 재무장관 라이오넬 크랜필드가 재정 악화를 이유로 반대하자 찰스와 버킹엄 공작은 베이컨의 탄핵 때 사용하였던 방법을 그대로 사용하여 그를 축출하는 것을 지지하였다. 제임스 1세는 버킹엄 공작에게 이 일은 향후 의회가 국왕을 무시하는 선례를 만드는 것이라며 어리석다 비난하였는데, 이는 훗날을 예견한 경고가 되었다. 잉글랜드는 가톨릭교도였으나 팔츠 선제후의 편에 있던 에른스트 폰 만스펠트를 지원하였지만 그의 군대는 네덜란드 해안을 넘지 못하고 고립된 채 보급품이 고갈되었다.
1624년 제임스 1세는 급속히 건강이 악화되었고 찰스 1세와 버킹엄 공작이 사실상 잉글랜드 궁정의 실권을 쥐고 있었고, 1625년 3월 제임스 1세가 사망하자 찰스 1세가 왕위를 계승하였다.

## 재위 초기

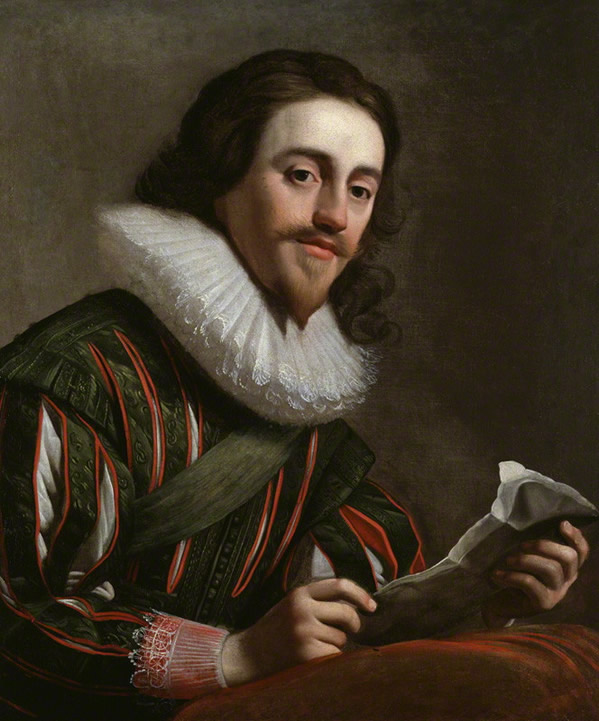
1628년의 찰스 1세

찰스 1세는 1625년 3월 27일 왕위에 올랐다. 즉위 이전 스페인과의 정략결혼에 실패한 찰스 1세와 버킹엄은 다음 협상 대항으로 프랑스를 생각하고 있었는데 스페인에서 귀국하던 길에 파리에서 본 적이 있는 프랑스의 앙리에트 마리를 염두에 두었다. 부르봉가의 시조인 앙리 4세의 딸이 었던 앙리에트 마리는 비록 앙리 4세가 한 때 위그노였음에도 가톨릭 국가를 표방하고 있던 프랑스의 왕녀였기 때문에 의회의 반대가 불보듯 뻔하였고, 찰스 1세는 우선 의회를 해산시킨 뒤 1625년 6월 13일 캔터베리에서 앙리에트 마리를 직접만났다. 찰스 1세는 결혼식이 지난 뒤에야 의회를 다시 소집하였다. 의회는 찰스 1세가 이 결혼을 통하여 잉글랜드 국교회의 정체성을 위협하고 가톨릭 관용 정책을 실시할 것으로 예상하여 극렬히 반대하였다. 찰스 1세는 공식적으로는 이에 대해 반박하지 않았지만 루이 13세와 밀약을 통해 가톨릭에 대한 관용을 약속하고 있었다. 더욱이 이 밀약은 군사 원조를 포함하고 있어서 잉글랜드 해군은 1625년 9월 라로셸의 위그노 진압에 7 척의 함선을 프랑스에 임대해 주었다. 한편 앙리에트 마리역시 스스로 가톨릭교도임을 천명하고 있었고 1626년 2월 2일 웨스트민스터 사원에서 열린 대관식을 개신교의 의식이라는 이유로 거부하여 찰스 1세는 왕비 없이 대관식을 치러야 하였다.
찰스 1세가 칼뱅주의를 반대하는 신학자 리처드 몬터그를 지지하자 새 국왕의 종교에 대한 대중의 의심이 더욱 커졌다. 몬터그는 1624년 가톨릭 지지 팜플렛인 《새 복음을 위한 새 언약》(A New Gag for the New Gospel)에 대한 반박인 《늙은 거위를 위한 새 언약》(A New Gag for an Old Goose)에서 칼뱅주의의 예정론을 비판하여 자유의지에 의한 운명의 변화를 지지하였는데 이로 인해 아르미니우스주의자라는 비난을 받고 있었다. 아르미니우스주의는 찰스 1세가 왕세자 시절 스페인과 정략결혼을 추진할 당시 들 수 있었던 몇 안되는 종교적 근거 가운데 하나였다. 몬터크는 제임스 1세의 후원 아래 《캐사르에게 청원하노니》 (라틴어: Appello Caesarem) 를 집필하여 찰스 1세의 즉위 직후 출간하였다. 이 팜플렛 역시 칼뱅주의의 예정론을 반박하고 있었고 칼뱅주의의 한 분파인 청교도가 다수를 이루고 있던 의회로부터 몬터그를 보호하기 위해 찰스 1세는 그를 왕실 예배당의 담임 성직자로 임명하였다. 그러나 이 조치는 오히려 청교도들이 찰스 1세가 아르미니우스주의나 가톨릭을 옹호하고 있다고 주장하는 빌미를 제공하였다.
전 유럽으로 확대되어 있언 30년 전쟁의 상황 속에서 1625년 소집된 의회에 찰스 1세는 자신의 누이 엘리자베스가 있는 팔츠 선제후국에 대한 직접적 지원을 요구하였으나 의회는 이에 비해 턱 없이 부족한 14만 파운드 만을 전쟁 예산으로 책정하였다. 당시 의회는 스페인과의 직접적인 교전보다 신대륙에서 스페인의 함대를 사략하여 이득을 챙기는 방식을 선호하고 있었다. 의회는 여기에서 한 발 더 나아가 헨리 6세 이후 국왕의 권한으로 인정되어 해마다 갱신되던 해운조세권에 대해 모든 관세에 대한 세율을 점검한다는 명목으로 기약없이 의결을 미루었다. 그나마 상원에서 발의된 관세 의안이 첫 발의 이후 아무런 진전을 보이지 않자 찰스 1세는 의회의 동의 없이 해운조세권을 행사하였다. 선박의 톤 수와 화물의 중량에 따라 매겨지는 선박세였던 해운조세권은 "전쟁 중에 한하여" 국왕이 의회 동의 없이 수취할 수 있었던 세금이었기에 찰스 1세는 당시 잉글랜드와 네덜란드 사이의 골치거리였던 됭케르크의 해적을 소탕한다는 구실을 앞세웠다. :110-111
스페인의 신대륙 함대에 대한 사략이 실패하자 의회는 이를 책임지고 있던 버킹엄 공작에 대한 탄핵 절차에 착수하였다. 찰스 1세는 버킹엄 공작의 지지를 표명하기 위해 그를 케임브리지 대학교의 총장으로 임명하고 탄핵을 추진하던 하원 의원 둘을 의회 정문 앞에서 체포하였으나 하원의 격렬한 항의로 1주일 뒤 석방할 수 밖에 없었다. 1626년 6월 12일 하원은 버킹엄 공작의 탄핵을 결의하며 "우리는 폐하와 국가를 지키기 위해, 이와 같은 금전적 손실과 실패를 용납한다면 그것이야말로 폐하와 국가에 손해가 되기 때문에" 이를 추진한다고 주장하였지만 찰스 1세는 총신을 해임하느니 의회를 해산하는 결정을 내렸다.
한편 찰스 1세와 앙리에트 마리 사이의 신혼 생활 역시 수 많은 잡음을 만들어 내고 있었다. 둘은 당시 유럽 귀족들의 관습 가운데 하나인 과부급여의 책정, 가사 고용인의 지정, 종교적 관습 등을 놓고 계속해서 갈등을 빚었고, 이러한 갈등은 1626년 8월 찰스 1세가 프랑스에서 온 앙리에트 마리의 수행원 전원을 추방하며 극에 달했다. 한편 찰스 1세는 루이 13세와의 밀약을 통해 프랑스 정부의 라노셀 위그노 진압에 전함을 빌려주고서도 공식적으로는 개신교도인 위그노를 구출한다는 명목으로 버킹엄 공작을 파견하였는데 이 구출 작전이 실패하게 되자 의회는 국왕이 고의적으로 개신교도를 버렸다고 의심하게 되었다.
의회가 세금 징수에 협조하지 않는 사이 찰스 1세는 의회의 동의 없이 징수 가능한 "강제 채권"을 통해 전쟁 자금을 마련하려 하였다. 1627년 11월 국왕의 강제 채권을 거부한 다섯 명의 기사가 국왕 친람 재판에서 유죄를 선고받는 다섯 기사 사건이 일어나 강제 채권을 거부할 경우 재판 없이 투옥될 수 있다는 것이 확정되었다. 1628년 3월 소집된 의회는 권리청원을 통해 의회의 동의 없이 세금을 징수할 수 없고, 민간인에게 군사법을 적용할 수 없으며, 정당한 절차 없이 투옥하거나 가택 연금할 수 없다는 것을 확인하였다. 찰스 1세는 6월 7일 마지못해 권리청원에 동의하였으나 한 달이 못가 다시 자신의 독자적인 관세 취수권을 주장하기 시작하였다.
1628년 8월 23일 총신이자 가장 큰 버팀목이었던 버킹엄 공작이 암살당하자 찰스 1세는 깊은 우울감을 보였다. 클래런던 백작 에드워드 하이드는 찰스 1세가 "근심과 걱정 속에 눈물을 보이며 침대에 몸을 던져" 이틀 동안 방문 밖을 나오지 않았다고 기록하였다. 찰스 1세의 슬픔과 대조적으로 하원은 버킹엄 공작의 죽음을 반겼고 이로서 국왕과 의회의 간극은 더욱 커졌다. 버킹엄 공작의 죽음으로 잉글랜드와 스페인의 전쟁은 사실상 종료되었으나 이 때문에 시작되었던 국왕과 의회 사이의 갈등은 수그러들지 않았다. 그러나 앙리에트 마리와의 관계가 개선되자 1928년 11월 의회와의 오랜 갈등도 일단락짓게 되었다. 버킹엄 공작의 죽음으로 기댈 곳이 없어진 찰스 1세는 앙리에트 마리에게 마음을 쏟기 시작한 듯 하다. 그리하여 앙리에트 마리가 임신하게 되자 둘의 관계는 급속히 강화되기 시작하였다. 둘은 궁정에서 금슬 좋은 부부의 모범을 보이듯 생활하였다.

## 전제통치

### 의회 해산

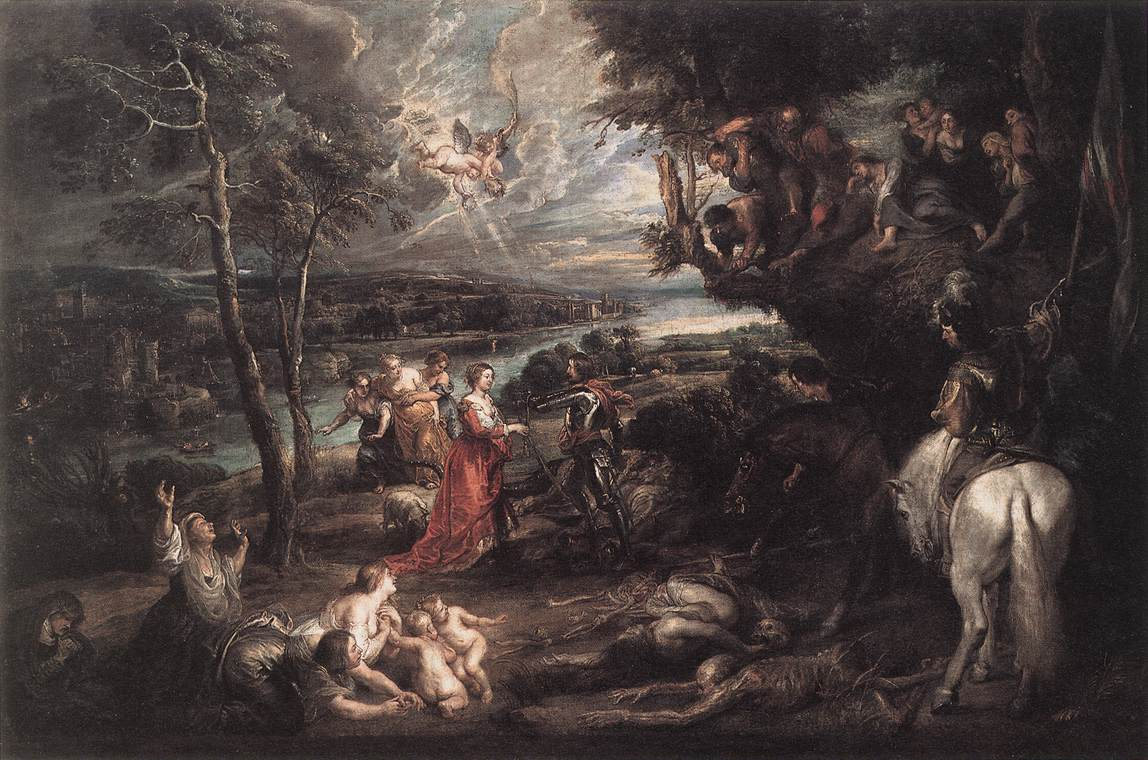
루벤스가 1629~30년 그린 풍경화. 찰스 1세가 기사도의 표상인 성 조지로 묘사되어 있다.

1628년 6월 정회되었던 의회는 이듬해인 1629년 1월 재개되었고 찰스1 세는 여기서 부드러운 어투로 자신의 해운조세권 강행을 옹호하였다. 그러나 하원은 해운조세권에 따른 세금을 내지 않을 경우 선박과 화물이 몰수되는 일을 근거로 들며 이를 반대하였고 지난 해 맺은 권리청원이 명시하는 의회의 동의 없는 세금 부과에 해당한다고 보았다. 3월 2일 찰스 1세가 다시 의회를 해산시키자 하원 의장 존 핀치는 가톨릭과 아르미니우스주의에 대한 반대와 더불어 해운조세권 강행을 반대하는 결의안을 낭독하였고 하원 의원들은 이를 열렬히 지지하였다. 이를 자신에 대한 도발로 받아들인 찰스 1세는 존 엘리엇을 비롯한 9 명의 의원을 투옥하였고 하원은 이를 언론의 자유를 위한 순교로 받아들이며 거세게 항의하였다.
이후 찰스 1세는 11년 동안 의회를 열지 않고 통치하여 전제군주로서의 면모를 보였다. 찰스 1세의 전제통치는 대외 관계의 안정이 필수적이었고 공식적으로 적대 중이었던 가톨릭 국가인 프랑스, 스페인과 밀약을 통해 화평을 맺고자 하였다. 한편 개신교 국가로서 협력 관계에 있었던 네덜란드는 어업 문제로 갈등을 빚고 있었고 찰스 1세는 자신의 누이인 엘리자베스와 그녀의 아들이자 자신의 조카인 카를 루트비히의 염원인 팔츠 선제후국 탈환을 저버리고 스페인과의 밀약을 우선시 하였다.:112-113 11년의 전제정치 기간 동안 찰스 1세는 권리청원 이전의 태도로 돌아가 세금의 강제 징수와 재판없는 투옥을 이어갔다. 그러나 세금의 신설과 인상 등은 관습적으로 의회의 동의가 필요하였고 조세저항이 거셌기 때문에 찰스 1세의 전제통치는 많은 어려움을 겪을 수 밖에 없었다.

### 재정 위기

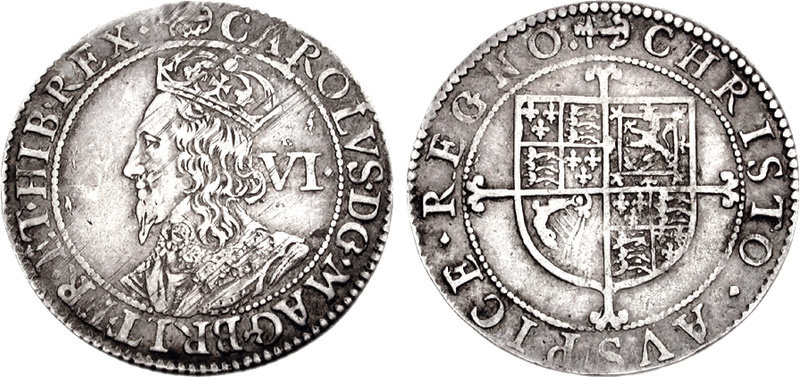
찰스 1세가 발행한 6펜스 - "신의 은총으로 그레이트 브리튼과 프랑스, 아일랜드의 국왕인 찰스"라는 라틴어 각인이 세겨져 있다.

잉글랜드는 이미 엘리자베스 1세와 제임스 1세 시기를 거치며 막대한 재정 적자가 누적되어 있었다. 이 때문에 버킹엄 공작이 주도하였던 스페인과의 전쟁 역시 신대륙 함대의 사략과 같은 방식으로 제한될 수 밖에 없었고, 버킹엄 공작 사후 전제통치 기간에도 찰스 1세의 대외 정책은 무력의 사용 없는 외교적 수단에 의지 할 수 밖에 없었다. 근세 유럽은 점차 소득세와 소비세를 정규화하는 추세였으나 찰스 1세 시기의 잉글랜드는 각종 명목에 따른 세금을 징수할 뿐 정규적인 세수가 없어 유럽에서 세율이 가장 낮은 나라 가운데 하나로 남아있었다. 재정 위기를 해결하기 위해 찰스 1세는 1백년 이상 사문화 되어 있었던 "기사작위 압류법"을 꺼내들었다. 기사작위 압류법은 연간 40 파운드 이상의 토지 소득이 있는 자는 기사의 작위를 수여 받기 위해 국왕의 대관식에 참석하여야 하며 그렇지 않을 경우 작위가 몰수될 수 있다는 법이었지만 이미 사문화되어 유명무실한 상태였다. 그러나 당장의 세금 수취가 급했던 찰스 1세는 이 법을 들어 1626년 2월 자신의 대관식에 출석하지 않은 이들에게 벌금을 부과하였다. 당시 연간 40파운드는 가장 소득이 낮은 젠트리의 연간 소득 정도였기에 찰스 1세는 사실상 잉글랜드의 모든 귀족을 대상으로 추가적인 징수를 시도한 것이다.
찰스 1세는 기존의 해운조세권을 기반으로 "국가의 방비에는 전시와 평시의 구분이 따로 없다"는 이유를 들며 선박세를 징수하였다. 직접 해운에 나선 선박이 아닌 모든 선박에 부과된 이 세금은 수익성은 높았으나 당연히 훨씬 저항도 거셌다. 1634년에서 1638년 사이 징수된 선박세는 15만-20만 파운드였다. 선박세는 큰 조세 저항을 불러왔으나 최고법원의 법관 12명 중 대다수는 이를 전통적 관습에 따른 국왕의 특권 가운데 일부로 판결하였다. 1637년 올리버 크롬웰의 사촌이자 스스로도 하원 의원이었던 존 헴프던이 선박세 거부로 기소되어 7 대 5의 근소한 차이로 유죄 평결을 받았다. 이러한 선박세 강제 징수는 훗날 종교적 갈등과 함께 잉글랜드 내전의 원인으로 작용한다.
찰스 1세는 세수 확보를 위해 짜낼 수 있는 갖가지 방법을 동원하였다. 그 가운데 하나는 관습적으로 금지되어 있던 독점면허권의 발행이었다. 이는 다른 세수보다 효율이 좋지는 않았지만 1630년대 후반 연간 약 10만 파운드를 걷어들일 수 있었다. 이러한 독점면허 사업에는 비누도 포함되었는데 독점사업자 가운데 일부는 가톨릭교도였기 때문에 대중들은 이를 "교황 비누"라 부르며 경멸하였다. 또한 1540년 이후 왕실이나 교회가 귀족에게 불하한 토지를 모두 회수하고 운영권은 인정하되 해마다 임대료를 내노록 하는 철회법을 포고하였고 왕립 임야의 경계를 다시 조사하여 고대에 설정된 임야지 내의 개간된 토지에 대해 벌금을 부과하였다. 왕립 임야는 중세 이후 지속적으로 개간되거나 공유지로 사용되어 왔기 때문에 이 또한 강한 반발을 불러왔다. 결국 이 조치로 윌트셔와 도싯의 경계에 있는 산림에서 벌채로 생계를 유지하던 사람들이 소요를 일으키게 된다.
의회의 동의 없는 세금 수취는 결국 강한 반발만을 키웠고 찰스 1세는 이러한 노력에도 불구하고 파산의 위기에 봉착하였다. 런던시 당국마저 찰스 1세에 대한 대출을 거부하자 찰스 1세는 런던탑 조폐국에 보관되어 있던 13만 파운드 가량의 은괴를 압수하며 나중에 8 %의 이자를 주겠다고 약속하였다. 동인도회사 역시 대출을 거부하자 후추를 비롯한 향신료를 압수하여 시세보다 훨씬 낮은 값으로 팔아 6만 파운드를 마련하기도 하였다. 마그나 카르타 이후 몇 백년에 걸쳐 의회 없는 내정이 불가능하게 된 잉글랜드에서 찰스 1세의 이러한 전제 정치 실패는 큰 화근으로 자라나게 되었다.

## 종교적 갈등

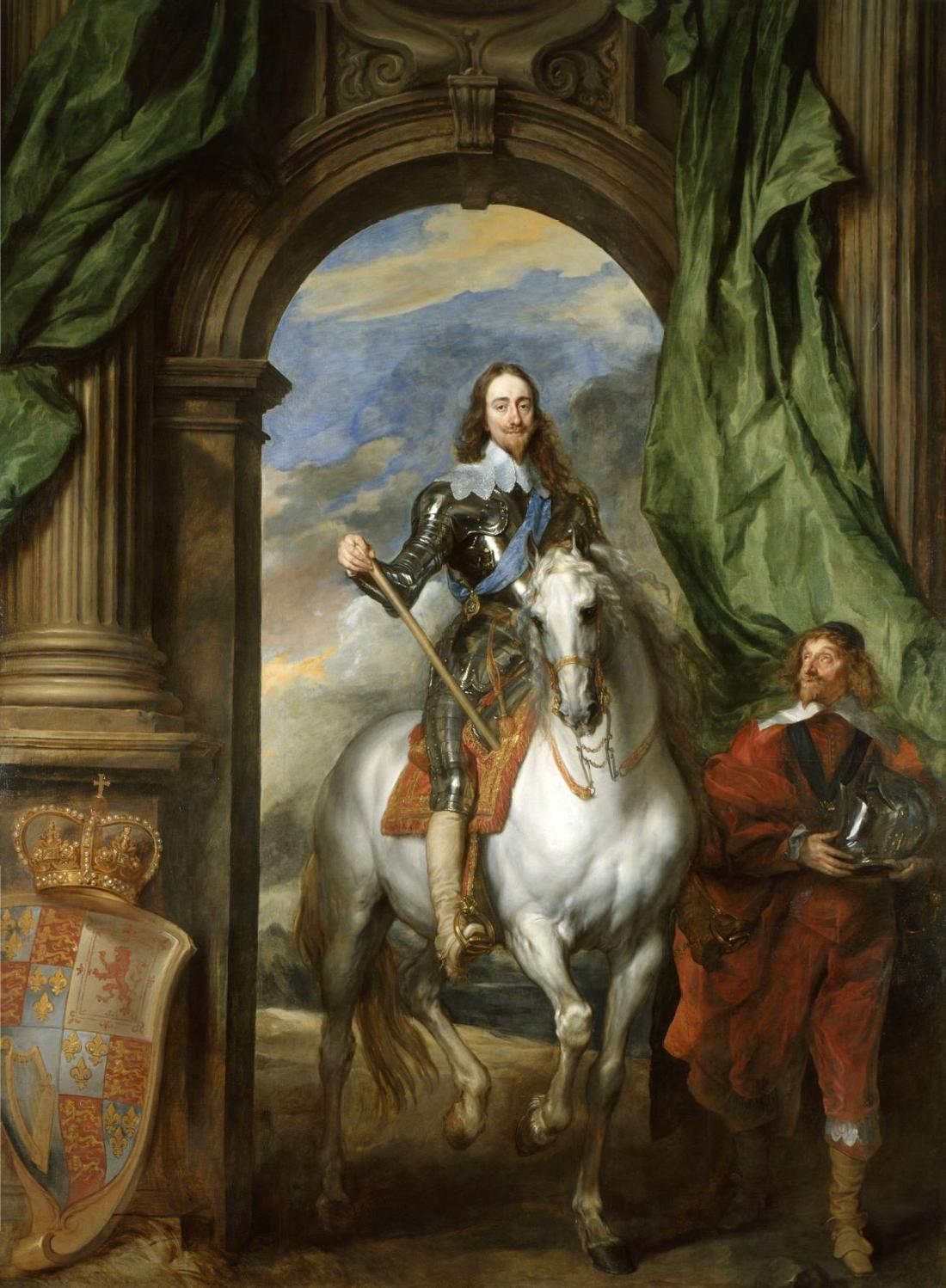
1633년 안토니 반 다이크가 찰스 1세의 승마 초상화

찰스 1세의 재위 시기 잉글랜드 정치의 가장 첨예한 문제 가운데 하나는 잉글랜드의 종교 개혁 이후 지속되어 온 각종 개신교 종파들과 로마가톨릭이 복잡하게 얽힌 종교 문제였다. 헨리 8세의 수장령 이후 잉글랜드 교회는 성공회로 독립하여 잉글랜드의 국교가 되었지만, 당시까지도 기본적인 교리나 전례 면에서 로마가톨릭과 성공회의 차이는 크지 않았다. 한편 유럽 전역에서 칼뱅주의에 기반을 둔 여러 종교 분파들이 형성되어 로마가톨릭과 극심한 대립을 벌이고 있었고 이는 30년 전쟁의 표면적 이유이기도 하였다.
찰스 1세의 아버지인 제임스 1세가 스코틀랜드의 국왕인 상태에서 엘리자베스 1세를 계승하여 잉글랜드의 국왕으로 즉위하던 시기 스코틀랜드 교회는 이미 언약도가 주도하는 장로교로 운영되고 있었고 잉글랜드 역시 성공회가 국교였으나 칼뱅주의에 기반한 청교도가 크게 확산되어 있었다. 종교 개혁 이전부터 사용되던 라틴어 성경에 대해 스코틀랜드 언약도와 잉글랜드 청교도가 불만을 제기하자 제임스 1세는 이 둘 사이의 조율과 국가의 종교적 통합을 위해 《킹 제임스 성경》 간행하였다. 제임스 1세의 이러한 노력으로 잉글랜드의 종교적 갈등은 점차 수그러드는 추세였다.:358
아버지의 뒤를 이은 찰스 1세는 즉위 당시부터 칼뱅주의자들이 이단으로 규정한 아르미니우스주의 옹호에 대한 의혹이 있었고 프랑스 출신의 왕비를 두었다는 이유와 프랑스의 칼뱅주의였던 위그노의 지원에 소극적이라는 것 때문에 가톨릭을 옹호한다는 비난을 받았다. 찰스 1세가 성공회의 전례를 옛 가톨릭 시절과 흡사하게 바꾸려 하자 대중들은 찰스 1세에 대한 이러한 의혹을 확정적으로 받아들였다.
찰스 1세가 1633년 캔터베리 대주교로 윌리엄 로드를 임명하자 종교적 갈등이 들끓게 되었다. 찰스 1세와 로드는 모든 교회가 성공회 기도서가 정한 전례만을 따를 것을 강제하였고 운동경기서를 다시 발행하여 안식일의 세속적 활동을 허용하였다. 이러한 일련의 조치는 칼뱅주의 개신교도의 눈에 모두 반개혁적 조치로 비쳤다. 찰스 1세는 반발을 무시하고 청교도가 교회의 운영에 참가하지 못하도록 조치하였고 로드는 고등판무관과 성실청을 통해 조치에 반하는 장로교도를 색출하고 처벌하였다.
1633년 찰스 1세는 스코틀랜드의 국왕으로서 에든버러에서 대관식을 거행하였다. 이는 어린 시절 아버지인 제임스 1세를 따라 스코틀랜드를 떠난 이후 첫 방문이었다. 그러나 찰스 1세가 성공회 전례에 따라 대관식을 진행하자 스코틀랜드 교회와 대중은 크게 실망할 수 밖에 없었다. 스코틀랜드의 입장에서 볼 때 완전히 잉글랜드의 국왕이 되어 버렸다고 할 수 있는 이 사건 이후로도 찰스 1세는 스코틀랜드 언약도를 성공회로 흡수하고자 시도하였다. 그는 1637년 스코클랜드 의회와 논의 없이 성공회 기도서와 거의 같은 새 기도서를 간행하여 스코틀랜드 교회에 강제하였고 당연히 대중의 거센 저항을 불러왔다. 그 해 7월 23일 세인트자일스에서 스코틀랜드 교회의 독립성 유지를 촉구하는 소요가 발생하였다. 찰스 1세가 모든 교회의 주교제 운영을 강제하는 가운데 스코틀랜드 의회가 장로제 고수를 의결하자 이는 주교전쟁으로 비화하였다. 주교는 임명되는 자리이고 장로는 선출되는 자리이기 때문에 교회를 주교의 관할에 둘 것인가 아니면 장로들의 관할에 둘 것인가 하는 문제는 결국 교회를 국왕이 장악할 것인가 아니면 신도들이 주도할 것인가의 문제가 된다.
1638년 스코틀랜드 교회의 독립성 선포한 국민언약으로 스코틀랜드 의회와 찰스 1세의 전쟁은 불가피하게 되었다. 1639년 찰스 1세는 군대를 출정시켰지만 여전히 의회는 해산 중이었기 때문에 추가적인 자금 없이 전쟁을 치러야 하였다. 베릭어폰트위드에 도착한 찰스 1세의 군대는 스코틀랜드 언약도에 비해 수적으로 압도적인 우세를 보였지만 사기는 매우 낮아 교전을 두려워하였다. 이듬해 까지 이어진 주교전쟁은 결국 스코틀랜드 의회의 승리로 끝났고 찰스 1세는 전쟁 배상금을 지불하여야 하였다. 스코틀랜드 군이 뉴캐슬어폰타인을 점령하고 배상금 지불이 완료될 때까지 철수하지 않겠다고 선언하자 찰스 1세는 결국 의회를 다시 소집하지 않을 수 없는 처지가 되었다. 당시 잉글랜드 의회는 정규적 회기 없이 국왕이 소집하고 해산하였으나 이 번에 소집되는 의회는 찰스 1세의 뜻대로 되지는 않을 상황이었다.:365

## 단기의회와 장기의회

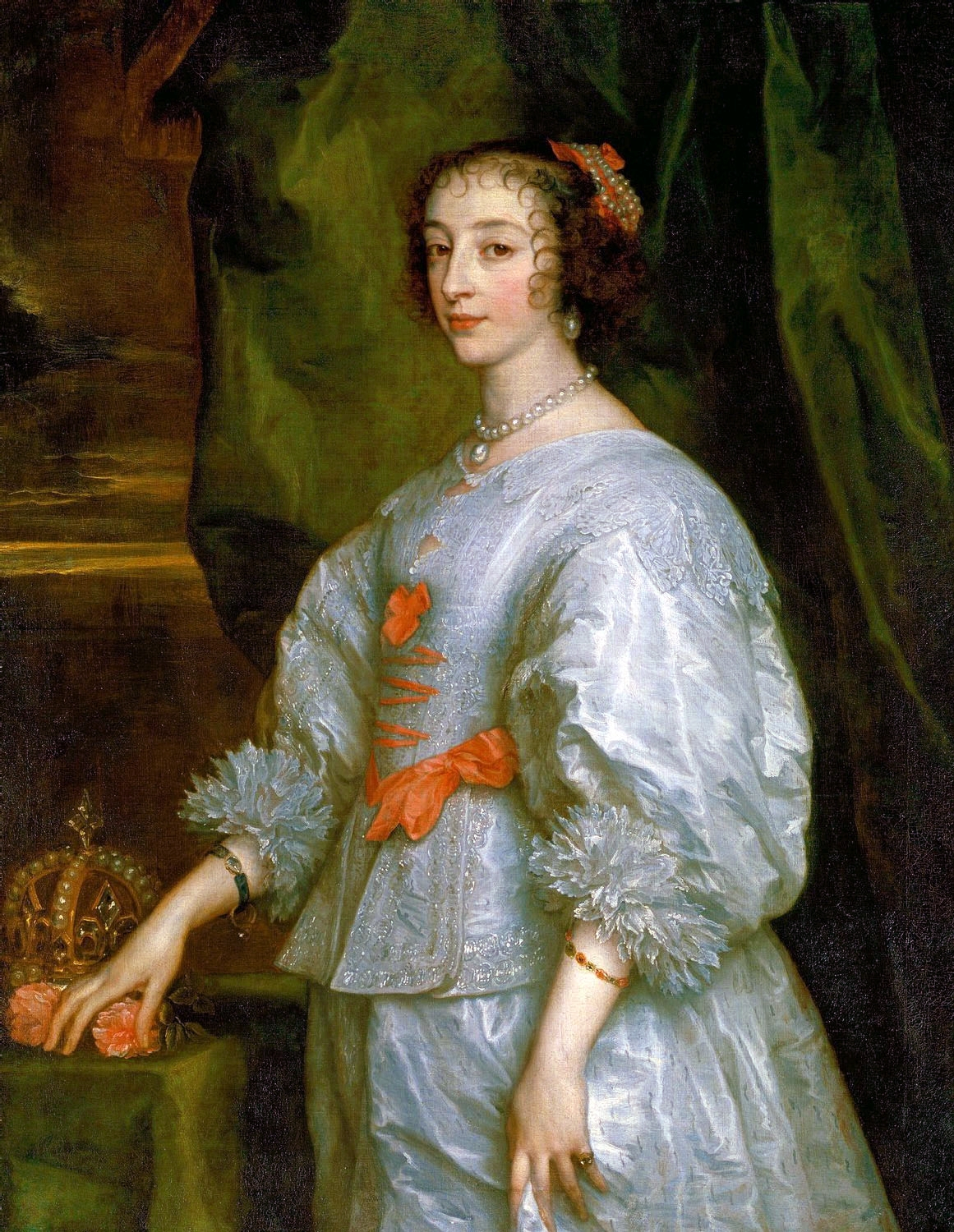
앙리에트 마리

### 단기의회
1640년 초 11년 만에 소집된 의회는 국왕과 의회 사이의 갈등만을 확인할 수 있었을 뿐이었고 그 해 5월 해산되어 단기의회로 불리게 되었다. 의회는 선박세를 비롯한 국왕이 동의 없이 징수하는 세금의 폐지를 요구하였으나 막대한 배상금을 물어야 할 처지에 있는 찰스 1세는 오히려 증세를 요구하고 있었기 때문이었다. 이 시점에서 아일랜드 총독인 스트라퍼드 백작이 찰스 1세의 오른팔로 등장하였는데 그는 원래 의회파였으나 버킹엄 공작의 설득으로 왕당파가 되었다.
단기의회가 해산되자 스코틀랜드는 더욱 강한 압박을 위해 노섬벌랜드로 진군하였다. 노섬벌랜드의 주지사는 병석에 누워있었기 때문에 찰스 1세와 스트라퍼드 백작은 직접 이를 저지하기 위해 출정하여야 하였다. 이렇게 일어난 제2차 주교전쟁 역시 스코틀랜드가 압도적인 승리를 거두었는데 스코틀랜드의 장로교도들은 이미 30년 전쟁이 벌어지고 있는 유럽 전장에서 개신교 편에 참전하여 많은 실전 경험을 쌓고 있었기 때문이었다. 1640년 10월 찰스 1세는 잉글랜드 의회가 소집되어 배상금 지급이 의결될 때까지 매일 850 파운드를 지불하기로 한 리폰 조약을 채결하였다.
이제 찰스 1세는 의회를 다시 의회를 소집하는 것 이외에 다른 방법이 없었다. 11월에 소집된 의회의 하원 493명 중 350명 이상이 국왕의 정책에 반대하는 최악의 상황이었다. 다시 소집된 의회는 이후 내전 종료까지 계속 유지되었기에 장기의회라고 불린다.

### 장기의회
1640년 11월 소집된 의회는 첫 작업으로 스트라퍼드 백작을 비롯한 고문들을 탄핵하였고 다음 달인 12월 캔터배리 대주교 윌리엄 로드 역시 탄핵되었다. 장기의회는 국왕이 임의로 의회를 해산할 수 없도록 3년을 임기로 하는 의회 회기법을 마련하였다. 이 법안은 국왕이 의회를 소집하지 않을 경우를 대비해 옥새상서와 12명 이상의 의원이 소집 발의를 할 수 있도록 하였다. 찰스 1세는 이러한 규정이 마음에 들리 없었지만 배상금 지불이 다급한 상황이었기 때문에 1641년 2월 마지못해 동의하였다.
아일랜드의 반란으로 위기가 고조되자 11월 잉글랜드 하원은 존 핌의 주도로 대간주를 의결하였다. 대간주는 의회가 해산된 채 전제통치가 이루어졌던 11년간 찰스 1세의 실정을 206조에 걸쳐 비난하였다.:457–458 이듬해인 1641년 3월 존 핌은 스트라퍼드 백작을 반역죄로 기소하였으나 증거 불충분으로 무죄가 선고되었고 존 핌은 사법적 판결이 아닌 의회의 결의로 스트라퍼드 백작을 사형시키고자 하였다. 찰스 1세는 자신의 오른 팔이었던 스트라퍼드가 처형되는 것을 막기 위해 의회가 갈등하였지만 결국 처형을 막지 못하였다. 이 시점 이후 찰스 1세는 국정에서 자신의 뜻을 관철시킬 동력을 잃었다. 그가 의회의 동의 없이 징수하였던 선박세를 비롯한 각종 세금은 철폐되었고 국왕이 임의로 의회를 해산할 수 없다는 것이 명문화되었으며 종교적 검열을 위해 일하던 성실청과 고등판무관은 폐지되었다. 하원은 이에 더해 교회의 주교제 강제마저 폐지하여 장로제를 공식화하고자 하였으나 상원이 이를 가로막고 나섰다.
1641년 찰스 1세는 스코틀랜드 교회의 장로제를 공인하였지만 한편으로는 왕당파 쿠데타를 기획하였다. 이 쿠데타가 실패로 돌아가면서 스코틀랜드 언약도와 찰스 1세의 관계는 돌이킬 수 없게 악화되었다.

### 아일랜드 반란
당시 아일랜드의 정치적 상황은 크게 보아 게일어를 사용하며 로마가톨릭을 신봉하는 아일랜드인, 노르망디가의 정복 이후 이주하여 가톨릭을 신봉하는 올드 잉글리시, 그리고 언약도와 청교도가 주를 이룬 개신교 정착민인 뉴 잉글리시로 나뉘어 있었다. 이런 상황에서 아일랜드 총독이었던 스트라퍼드 백작은 가혹한 수탈을 자행하였지만 공포정치를 통해 잉글랜드의 영향력을 유지하고 있었다. 청교도가 잉글랜드 의회를 주도하자 스트라퍼드 백작은 아일랜드의 가톨릭 신도를 모병하여 의회를 견제하고자 하였다. 그러나 스트라퍼드 백작이 처형되자 아일랜드는 정치적 공백 사태에 놓이게 되었고 세 그룹 모두가 불만을 가지게 되었다. 올드 잉글리시는 개신교에 반대하지만 국왕에 대한 충성은 유지하고자 한 반면, 아일랜드인은 이 정치 공백을 이용하여 잉글랜드의 지배에서 벗어나고자 하였다.
찰스 1세는 의회와의 갈등이 격화되고 총신이었던 스트라퍼드 백작이 처형된 상황에서 아일랜드의 가톨릭 왕당파 군대를 유지하고 싶어하였지만, 의회가 예산을 철회하자 군대를 유지할 방법이 없었다. 얼스터의 토지 불하와 관련하여 분쟁이 끊이지 않는 가운데 아일랜드 의회 마저 잉글랜드에 종속될 상황에 놓이자 아일랜드인과 올드 잉글리시는 서로의 차이에도 불구하고 뉴 잉글리시에 맞서 1641년 10월 말 봉기하게 되었다. 올드 잉글리시는 자신들의 봉기가 잉글랜드 의회에 대항한 것일 뿐 국왕에 대한 충성은 여전하다고 주장하였다.
아일랜드의 반란 소식은 즉각적으로 런던에 전해졌고 의회가 대간주를 결의하는 계기가 되었다. 한편 봉기에 나선 사람들이 가톨릭 교도들이었기 때문에 이 반란은 종교 갈등으로 비추어졌다. 스트라퍼드 백작이 아일랜드의 가톨릭군 모병을 추진하였던 점이 다시 한 번 찰스 1세의 아내인 앙리에트 마리와 연결되면서 의회는 국왕이 가톨릭을 지원하려 한다고 비난하며 "교황주의자" 음모론을 펼쳤다. 의회가 왕비를 탄핵하고자 하는 움직임이 포착되자 찰스 1세는 선제적인 무장을 결심하게 된다.
찰스 1세는 의회 의원 중 일부가 스코틀랜드와 내통하여 이들을 잉글랜드로 끌어들이려 한다고 의심하였는데, 이러한 그의 의심은 아마도 사실이었을 것이다. 찰스 1세는 이른바 다섯 의원으로 불리는 존 햄프던, 아서 해설리그, 덴질 홀리스, 존 핌, 윌리엄 스트로드를 대역죄로 처형하고자 하였다. 의회가 이들에 대한 체포에 반대하자 앙리데트 마리가 찰스 1세에게 체포 강행을 설득했다고 여겨진다. 1642년 1월 4일 국왕의 체포 영장이 발부되었다는 소식이 전해지자 다섯 의원은 무장 근위대가 당도하기 전에 탈출하였다. 찰스 1세는 하원에 난입하여 의장 윌리엄 렌탈을 무릎 꿇리고 다섯 의원의 행방을 추궁하였지만 빈 손으로 철수 할 수 밖에 없었다.
국왕의 의회 난입은 관습적인 의회의 특권을 무시하는 행동이었고 정치적인 재앙을 불러왔다. 이는 왕당파들 마저 옹호할 수 없는 행동이었기 때문에 의회는 국왕이 먼저 특권을 무시하였다는 명분을 앞세울 수 있었다.
의회는 재빠르게 런던을 점령하였고 찰스 1세는 햄프턴코트궁으로 피하였다가 이틀 뒤 아침 윈저성으로 옮겼다. 2월이 되자 찰스 1세는 아내인 앙리에트 마리와 아들 찰스 2세를 해외로 보내 안전을 확보한 뒤 킹스턴어폰헐의 무기고를 열어 군대를 무장시키고 요크셔의 스코르버러로 향했으나 의회파였던 주지사 존 호섬이 거부하는 바람에 주둔할 수 없었다.

## 잉글랜드 내전

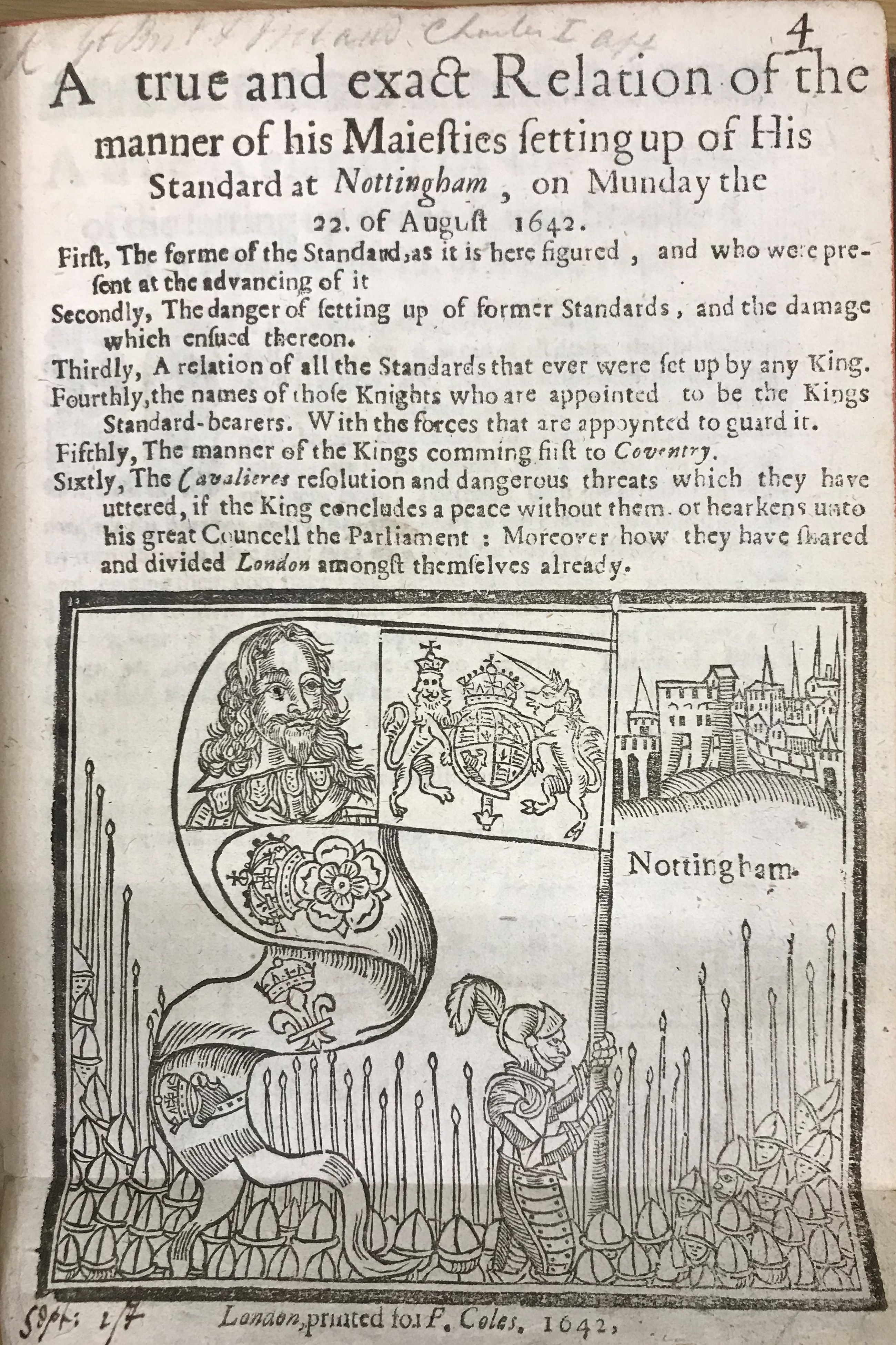
찰스 1세의 1642년 8월 22일 거병을 묘사한 정치 팜플렛

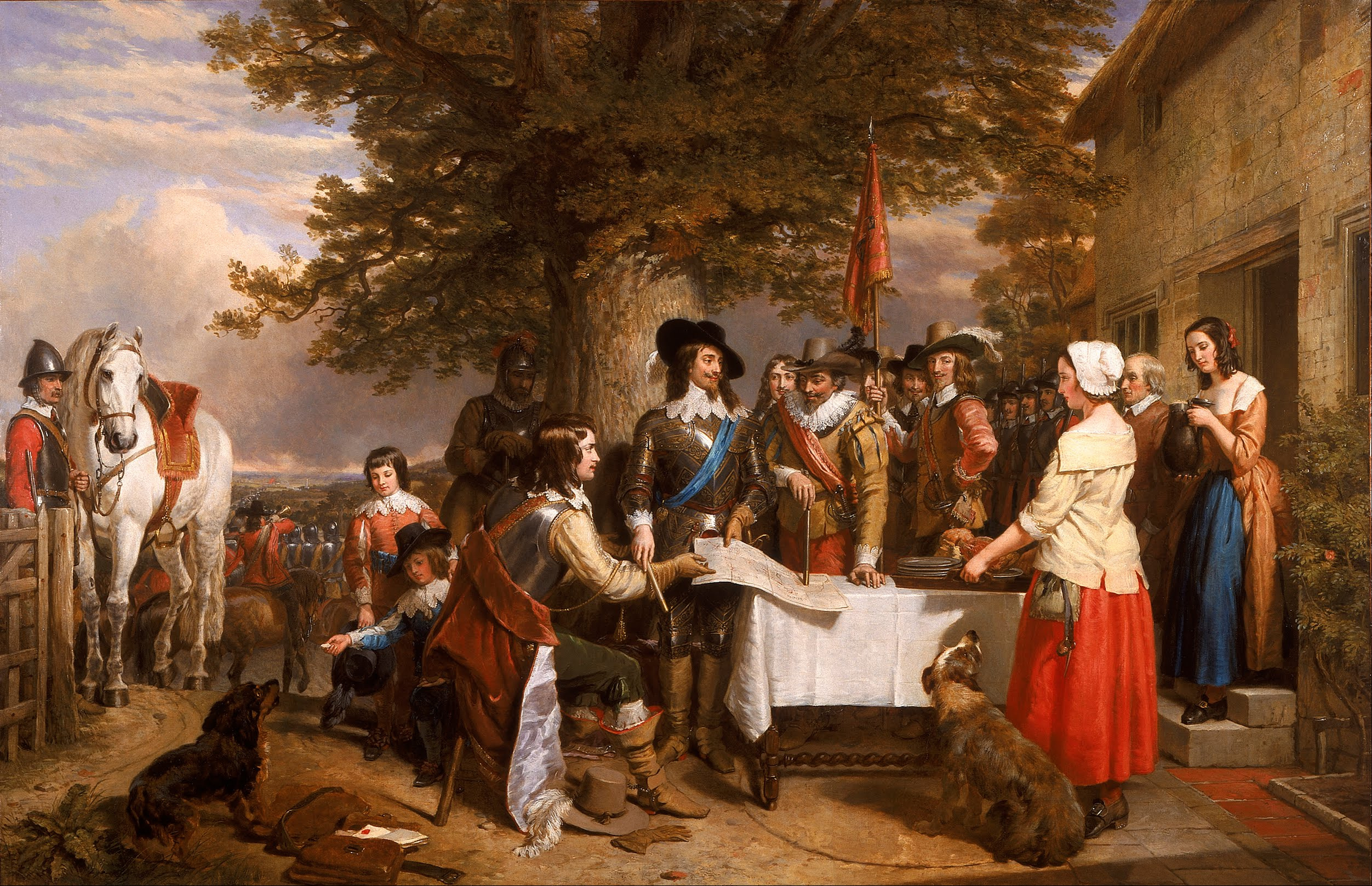
1642년 에지힐 전투가 열리기 전날의 찰스 1세 (중앙에 파란 장식띠)를 묘사한 그림

1642년 중반에 들어 양 측은 무장을 시작하였다. 찰스 1세는 중세 이래 전쟁 시 징병 방법인 배치위임징병을 통해 군대를 모았다. 배치위임징병은 13세기 이후 영국의 징집제도로 각 주 단위의 징병장교가 자신의 재량 아래 할당된 병사를 모집하는 것이었다. 반면에 의회는 모병을 통해 결성된 민병대를 주력으로 삼았다. 양측의 협상이 무산되자 찰스 1세는 1642년 8월 22일 노팅엄에서 거병하였다. 그는 옥스퍼드에 궁정을 마련하고 잉글랜드 북부와 미들랜드, 웨일스, 웨스트컨트리를 장악하였다. 한편 의회는 잉글랜드 해군을 통제 아래에 두었고 런던과 남동부 및 이스트 잉글랜드를 장악하였다.
1642년 10월 23일 초반 몇 차례의 접전 뒤에 양측의 주력군이 엣지힐에서 마주쳤다. 찰스 1세의 군대는 전술에 대한 이견으로 전투 전부터 문제를 겪었다. 찰스 1세의 조카이자 팔츠 선제후 프리드리히 5세의 아들인 라인 공자 루퍼트가 왕당파 사령관 린지 백작 로버트 버티의 전술에 반대하자 린지 백작은 사령관직을 사임해 버렸고 찰스 1세는 포스 백작 페트릭 루스벤을 참모로 삼아 직접 군대를 지휘할 수 밖에 없었다. 루퍼트는 기병대를 지휘하였는데 그의 기병은 의회군 돌파에 성공하였으나 그 후 전리품 약탈에 집중하는 바람에 회군이 늦어졌고 이 와중에 기병대에 배속된 린지 백작이 사망하여 별다른 성과 없이 전투를 마무리 짓게 되었다.
찰스 1세가 스스로 남긴 말에 의하면 그는 내전의 첫 회전을 보고 "깊은 슬픔"을 느꼈고 협상에 의한 종전에 미련이 남아있는 듯 하였다. 루퍼트가 전열 정비 이후 런던으로 곧장 진격하자고 주장하였으나 찰스 1세는 이를 거절하고 11월 3일에야 출발하여 브렌트포드를 점령한 뒤 의회와 협상을 시도하였다. 그 사이 의회는 방비를 마칠 수 있었고 런던 외곽에 도착한 찰스 1세는 수적 열세를 확인하고 퇴각하였다. 겨울 동안 다시 평화 조약이 거론되었지만 이듬해 4월 최종적으로 결렬되었다.
이후 몇 년 동안 내전은 지리한 소모전 양상을 띄었고 1643년 2월 앙리에트 마리가 잉글랜드로 돌아와 17 개월 가량 머물다 돌아갔다. 1643년 7월 루퍼트가 브리스톨을 점령하자 찰스 1세는 그곳을 방문한 뒤 글로스터 공방전을 시작하면서 세번강 유역을 장악하였다. 글로스터의 성벽을 무너뜨리려던 찰스 1세의 계획은 폭우로 인해 실패하였고 그는 서덜리 성으로 철수하였다. 왕당파의 철수를 보고 의회파도 런던으로 회군하였는데 찰스는 이를 기회삼아 의회군을 추격하였다. 양측은 9월 20일 버그셔주의 뉴베리에서 마주쳤지만 엣지힐 전투와 마찬가지로 해질녂까지 둘 다 이렇다할 성과를 내지 못한채 전투가 종료되었다.
1644년 1월 찰스 1세는 옥스퍼드에서 별도의 의회를 소집하였다. 이 옥스퍼드 의회에는 상원 의원 40명과 하원 의원 118명이 참여하였다. 이듬해인 1645년 3월까지 지속된 옥스퍼드 의회는 국왕의 영향력이 막강할 수 밖에 없는 상원에서는 전폭적인 지지를 얻었으나 하원 의원 가운데 이에 호응한 수는 3분의 1에 지나지 않았다. 실망스런 결과를 보며 찰스 1세는 아내에게 보낸 편지에서 의원들을 "잡종들"이라 부르며 경멸하였다.
1644년 찰스 1세가 잉글랜드 남부에 머무르는 사이 루퍼트는 스코틀랜드 언약도와 의회군이 동맹을 맺은 북부로 향했다. 6월 말 찰스 1세는 크로프레디 다리 전투에서 승리하였지만 몇 일 뒤 북쪽으로 향한 왕당파 군대가 마스틴 무어 전투에서 대패하였다. 찰스 1세는 남부 전역을 계속하여 에식스 백작의 군대를 무장해제 시킨 뒤 옥스퍼드로 복귀하였다. 그해 겨울이 지나기 전 제2차 뉴베리 전투가 있었지만 양측 모두 이렇다할 성과는 없었다. 전투를 치르기 어려운 겨울철 동안 다시 평화 협상이 오갔으나 성과는 없었다.
1645년 6월 14일 잉글랜드 내전의 최대 회전인 네이스비 전투가 벌어졌다. 이 전투에서 의회군의 주력은 새롭게 갖추어진 신형군이었다. 전투 초 루퍼트의 기병대가 약간의 성과를 거두었으나 곧 이어 의회군의 압박이 거세졌고 이에 위험을 느낀 칸와스 백작 로버트 달젤이 국왕이 탄 말고삐를 붙잡고 뒤로 돌렸다. 국왕이 뒤돌아 서는 모습을 보이자 왕당파 군대는 이를 후퇴 명령으로 오인하였고 대열이 와해되었다. 이로서 팽팽하였던 균형은 한 순간에 의회군에 유리하게 돌아갔다. 이후 옥스퍼드로 철수할 때까지 왕당파 군대는 의회군의 추격에 쫓기며 패배를 거듭하였다. 옥스퍼드 공방전이 이어지는 가운데 전세가 불리하게 돌아가자 찰스 1세는 하인으로 변장하고 탈출하였다. 찰스 1세는 어차피 패배가 불가피하다면 스코틀랜드에 투항하기로 결정하였는데 스코틀랜드 언약도들이 그 동안의 종교 정책 때문에 찰스 1세와 대립할 지언정 스코틀랜드는 오랫동안 스튜어트가를 지지해 오고 있었기 때문이었다. 찰스 1세는 뉴어크온트렌트를 포위하고 있언 스코틀랜드 군에 투항하여 뉴캐슬어폰타인으로 옮겨졌다.

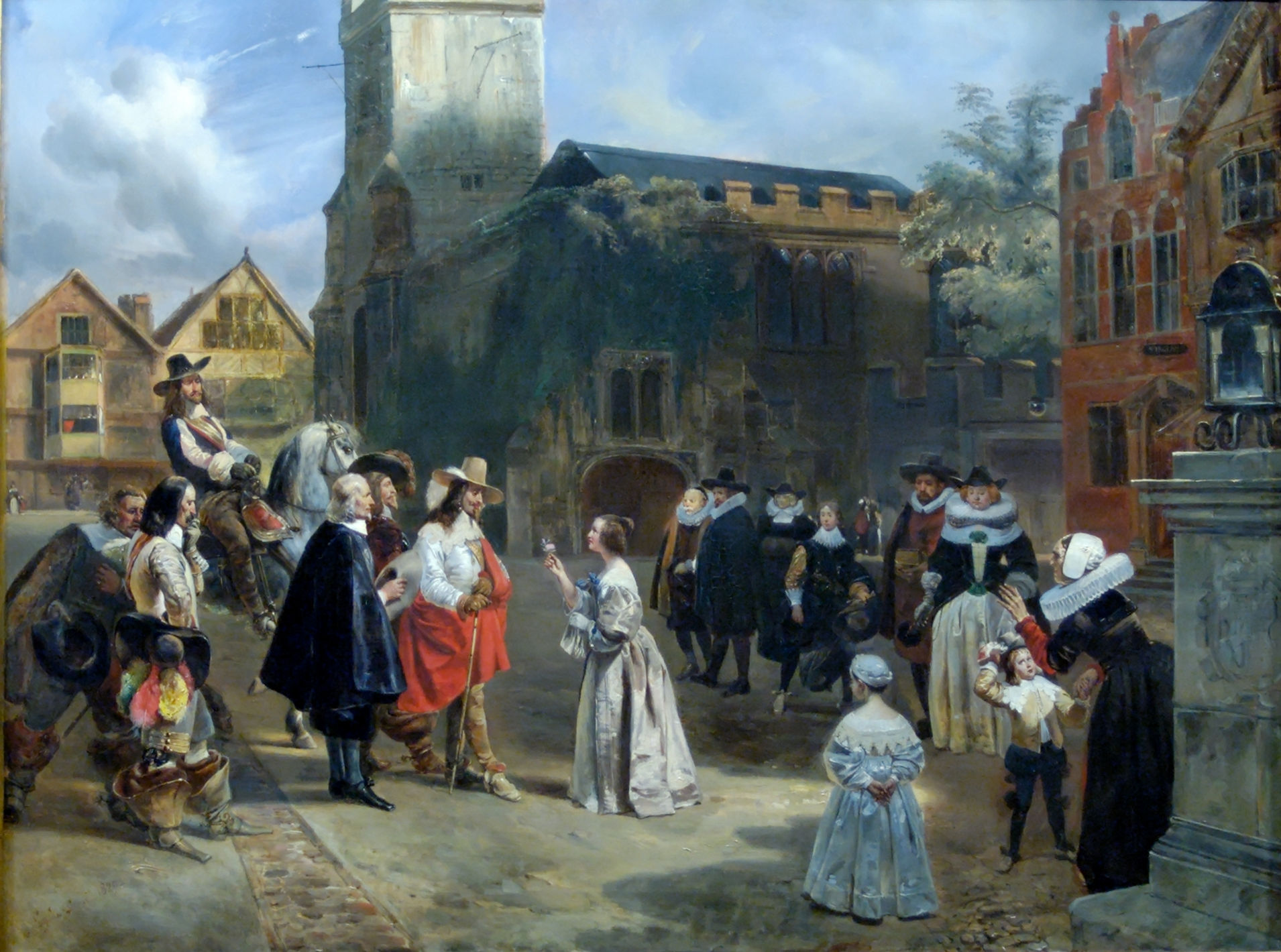
캐리스부르크의 찰스 1세. 1829년 외젠 라미의 작품.

스코틀랜드 군의 목적은 애초부터 주교전쟁에 따른 전쟁 배상금이었고 9개월의 협상 끝에 잉글랜드 의회가 10만 파운드의 배상금과 향후 추가적 금액을 약속하자 찰스 1세를 잉글랜드 의회에 넘기고 1647년 1월 철수하였다.
의회군은 찰스 1세를 노샘프턴셔의 홀든비 하우스에 가택 연금하였다. 1차 잉글랜드 내전이 끝나자 의회는 신형군을 해산하고자 하였는데 당시 신형군은 급여가 채불된 채 남아있었고 채불 급여에 대한 아무런 보장이 없자 불만이 가득한 상태였다. 신형군 기병대 중령이었던 조지 조이스는 이러한 상황에 불만을 품고 홀든비 하우스를 압박하여 찰스 1세의 신병을 확보하였다.
찰스 1세는 청교도 내의 분파들 사이에 갈등이 있다는 것을 잘 알고 있었다. 의회를 장악한 회중제의 독립파는 젠트리와 귀족의 입장을 대변하고 있던 반면 신형군의 대다수를 차지하고 있던 요먼 계급은 보다 급진적인 수평파가 장악하고 있었다. 이 둘 사이의 갈등은 상호 의심과 항명으로 불거지고 있었고 찰스 1세는 이를 자신에게 유리하게 이용하고자 하였다. 찰스 1세는 스코틀랜드나 프랑스로 탈출하고자 하였고 11월 11일 사우샘프턴 워터를 관할하던 아일오브와이트주의 지사 로버트 해먼드와 접촉하였다. 그러나 해먼드는 곧바로 찰스 1세를 캐리스부르크 성에 연금하고 의회에 이 사실을 알렸다.
캐리스부르크에서도 찰스 1세의 구명 계획은 이어졌다. 그는 스코틀랜드와 비밀리에 연락을 주고 받고 1647년 12월 26일 스코틀랜드가 잉글랜드를 침공하면 그 댓가로 잉글랜드에도 장로교를 허용하겠다고 약속하는 밀약을 하였다. 1648년 5월 스코틀랜드 언약도는 찰스 1세와의 약속대로 잉글랜드를 침공하여 제2차 잉글랜드 내전이 시작되었다. 이로서 제1차 잉글랜드 내전 당시 찰스 1세에 함께 맞섰던 잉글랜드와 스코틀랜드의 두 장로교도는 이제 적으로서 마주하게 되었다. 한편 잉글랜드 남부에서도 왕당파들이 산발적으로 봉기하였으나 올리버 크롬웰의 신형군에게 제압되었다. 1648년 8월 프레스턴 전투에서 스코틀랜드가 패배하며 2차 내전 역시 잉글랜드 의회파의 승리로 종결되었다.
이제 찰스 1세의 운명은 아일오브와이트의 뉴포트에서 열린 협상 결과에 달리게 되었다. 1648년 12월 5일 의회는 129 대 83으로 국왕과의 협상 지속을 의결하였지만 올리버 크롬웰과 신형군은 이미 찰스 1세의 축출과 자신들의 권력 장악을 결심하고 있었다. 캐리스부르크에 찰스 1세를 연금시켜 두고 있던 해먼드는 11월 27일 아일오브와이트 지사에서 해임되고 다음날 바로 투옥되었다. 12월 6일에서 7일 사이 일어난 프라이드의 숙청은 사실상 크롬웰의 권력 장악을 위한 쿠데타였으며 이로서 장기의회가 와해되고 숙청에서 남은 의원들만으로 잔부의회가 유지되었다.

## 재판과 처형

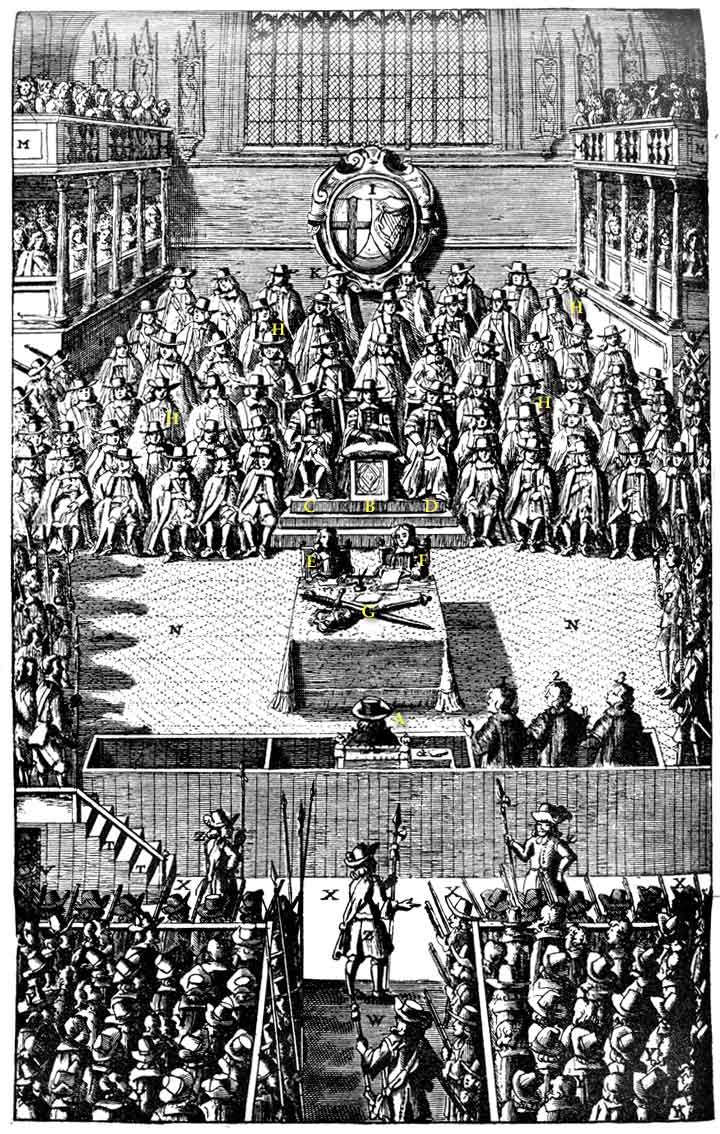
찰스 1세의 재판

1648년 말 찰스 1세는 허스트 성으로 옮겨졌다가 다시 윈저 성으로 옮겨졌다. 1649년 1월 잔부의회 하원은 찰스 1세를 기소하였으나 상원이 이를 거부하였다. 국왕을 기소하는 것은 전례가 없는 일이었고 법원은 기소 자체가 불법이라고 보았다. 잔부의회는 찰스 1세를 재판대에 새우기 위해 새 법을 만들고 국왕의 재가 없이 법안이 유효하다고 선언하였다. 이 법에 따라 135명의 의원으로 구성된 특별법정이 설치되었으나 다수의 의원들이 참석을 거부하거나 사임하였다. 찰스 1세의 반역 및 "기타 중범죄"를 판결하는 재판은 1649년 1월 20일 웨스트민스터궁에서 열렸고 그의 유죄를 확신하는 68명의 의원이 참석하였다. 재판장은 존 브래쇼였고 법무장관 존 쿡이 기소를 맡았다.
찰스 1세는 국익이 아닌 개인적 사익을 위해 국가를 운영하였다는 이유로 반역죄로 기소되었다. 사적 전제통치를 유지하기 위해 내전을 일으킨 책임을 물은 것이다. 기소장에는 내전 중의 살인, 약탈, 방화 등이 찰스 1세의 명령에 의해 이루어졌음을 언급하여 직접 시행하지 않았더라도 그와 같은 지시를 내린 것에 대한 형사 책임을 물었다. 이는 지휘책임의 현대적 개념을 세우는 단초가 되었다. 잉글랜드 내전의 와중에 사망한 사람은 30만명에 달했는데 이는 당시 인구의 6%에 이르는 규모였다.
재판이 시작된 첫 사흘 동안 찰스 1세는 변론을 거부하며 "짐보다 높은 법적 권위란 것이 있다고 인정하라는 것인가?"하고 반문하였다. 그는 왕권신수설에 따라 자신은 오직 신 앞에서만 책임을 질뿐 군주의 행위를 심판할 법원이란 존재하지 않는다고 주장하였다. 이에 반해 의회는 주권면제를 부정하고 "잉글랜드의 군주는 개별적인 사람을 뜻하는 것이 아니라 국법에 따라 통치할 수 있는 제한된 권한이 부여된 직위"라는 입장을 표방하였다. 첫 사흘이 지난 후 법정은 찰스 1세를 내보내고 궐석으로 재판을 계속하였다. 30여 명에 대한 증인 심문이 이어진 뒤 1월 26일 법정은 찰스 1세에 대해 사형을 선고하였다. 사형 선고문은 "폭군이자 살인자이며 반역자인 찰스 스튜어트를 이 나라의 모든 선량한 인민의 적으로서 참수형에 처한다"고 밝혔다. 사형집행 영장에는 59명의 위원들이 서명하였다. 찰스 1세의 처형을 사실상 지휘하였던 올리버 크롬웰은 세 번째로 서명하였다. 국왕에 대한 참수가 전례가 없었던 것은 아니지만 재판을 통한 사형 선고는 정치적으로 큰 부담이 있는 사안이었고 사형집행 영장에 서명하는 의원들은 두려움을 느꼈다. 시역이라는 비난에서 자유로울 수 없었기 때문이다. 한편 잉글랜드 내전 승리의 한 축을 담당했던 토머스 페어팩스는 사형집행 영장의 서명을 공개적으로 거부하였다.

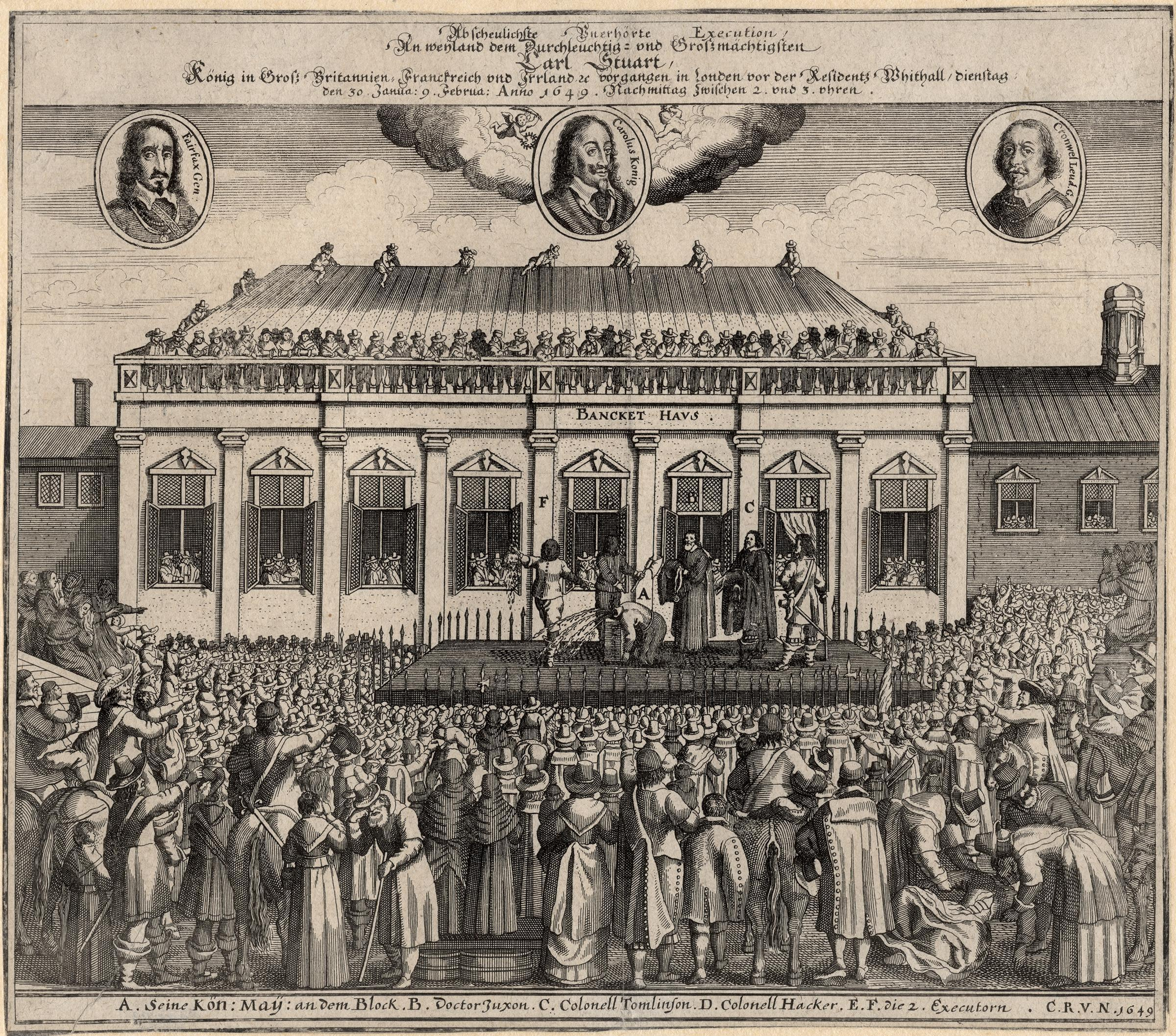
화이트홀 연회장 외부에서 진행된 찰스 1세의 참수

찰스 1세의 참수형은 1649년 1월 30일 이루어졌다. 그 전날 의회가 연금하고 있던 두 자녀 엘리자베스와 헨리 스튜어트의 마지막 면회가 이루어졌다. 찰스 1세는 죽음의 순간에도 군주의 위엄을 지키고 싶었다. 날씨가 추웠기 때문에 자신이 두려움에 떨었다는 소리를 듣지 않으려고 여벌의 셔츠를 입었다. 그는 "날씨가 몹시 사나워 내가 몸을 떨 수 있겠으나 (여벌의 옷을 입었으니) 그런 비난을 들을 일은 없을 것"이라고 말했다.
사형집행일이 되자 찰스 1세는 머물고 있던 세인트제임스궁에서 나와 처형장으로 향했다. 그는 스스로를 순교자의 입장에 놓았다. 수 많은 군중이 모여들었지만 경비대가 처형장 가까이 다가서는 것을 막았기 때문에 처형 전 유언은 주위 몇 사람만이 들을 수 있었다. 찰스 1세는 자신이 스트라퍼드 백작의 처형을 막지 못한 것이 스스로 처형되는 화근이 되었다고 말하면서 자신도 인민의 자유를 원했지만 "그러한 자유는 통치 없이 존재할 수 없고 주권자는 다른 모든 사안과 별개"라며 왕권신수설을 굽히지 않았다.
오후 2시 찰스 1세는 기도를 한 후 참수대에 머리를 대었고 단 한 번에 머리가 잘렸다. 연대기 사가 필립 헨리는 군중들이 "들어 본 적도 없고 다시는 듣고 싶지도 않은" 탄식을 터뜨렸고 일부는 기념을 위해 참수된 왕의 피를 손수건에 적셨다고 적었다.
사형집행인은 복면을 쓰고 있었기 때문에 누구인지 알려져 있지 않다. 누가 도끼를 들었는 지는 당대부터 오늘날에 이르기까지 호사가들의 입에 오르내린다. 당대의 가장 유명한 사형집행인 리처드 브란든이 여러 차례 거절하다 200 파운드를 받고 집행하였다는 이야기가 있다. 당시 잉글랜드의 참수형은 긴 자루에 달린 도끼로 목을 베어내는 것이었는데 대개는 한 번에 잘리지 않아 여러 차례 도끼를 내리쳐야 했기 때문에 매우 잔혹한 형벌이었다. 찰스 1세의 목이 단 한 번에 잘린 것을 볼 때 사형집행인은 그가 누구였든 오랜 경력을 가진 매우 유능한 자였을 것이다.
당시 사형집행인은 참수형을 마치면 머리를 집어들고 "반역자의 머리를 보라!"라고 소리치는 것이 관례였지만 자신이 누구인지 밝히고 싶지 않은 사형집행인은 머리만 집어들었을 뿐 아무런 소리도 내지 않았다. 찰스 1세의 잘린 머리는 다음 날 다씨 몸에 꿰매어져 장례식을 치렀다. 사망한 군주는 웨스트민스터 궁에 묻히는 것이 관례였으나 반역으로 처형된 국왕에 대해서는 그럴 수 없다고 특별법정이 거부하였기 때문에 찰스 1세의 시신은 윈저성으로 옮겨졌다. 찰스 1세의 시신은 2월 7일 윈저성 세인트조지 예배당 내부의 헨리 8세 금고에 은밀히 묻혔다. 훗날 왕위를 계승한 찰스 2세는 하이드 파크에 영묘를 세우고자 하였으나 이루어지지는 않았다.

## 사후

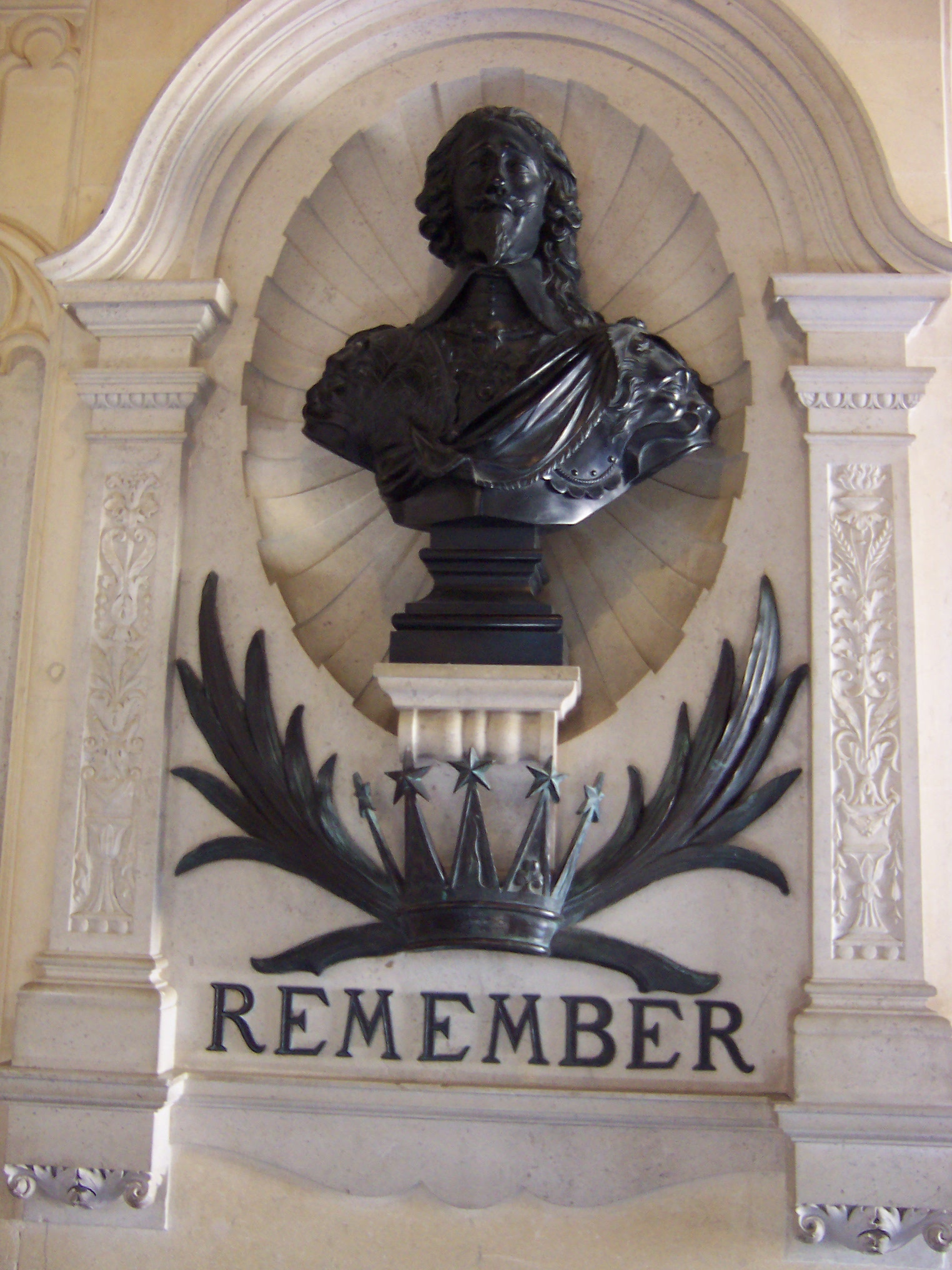
아일오브와이트주 캐리스브루크 성에 있는 찰스 1세의 흉상

왕당파와 성공회는 찰스 1세를 순교자의 반열에 올리고자 하였다. 참수형이 치러진 지 열흘이 지날 무렵 찰스 1세가 직접 저술한 회고록이라 알려진 《궁정의 초상》(그리스어: Eikon Basilike)이 출간되었는데 이는 왕당파가 만든 위서였다. 찰스 1세의 처형 직후부터 고교회파는 그의 사망일을 달력에 기록하였고 훗날 잉글랜드 교회는 공식적으로 찰스 1세를 시성하였다.
군주를 처형한 의회는 공화제를 표방하고 잉글랜드 연방을 수립하였다. 올리버 크롬웰이 호국경이 되었다. 그는 공화국의 수장이었지만 점차 사실상 군주로서 군림하였다. 크롬웰의 철권 통치에 의해 유지되던 연방은 크롬웰이 사망하자 함께 막을 내렸다. 올리버 크롬웰의 아들 리처드 크롬웰이 호국경을 계승하였으나 곧바로 왕정복고가 일어나 찰스 2세가 즉위하였다. 찰스 2세는 이미 죽은 올리버 크롬웰을 부관참시하여 찰스 1세의 참수에 대한 복수를 하였다. 크롬웰의 머리는 찰스 2세가 사망할 때까지 30여년 간 의회 정문 앞에 걸려 있어야 하였다.

## 가족

### 형제자매
- 아버지: 제임스 1세(1566년 6월 19일~1625년 3월 27일)
- 어머니: 덴마크의 앤(1574년 12월 12일~1619년 3월 2일)
  - 형: 웨일스 공 헨리(1594년 2월 19일~1612년 11월 6일)
  - 누나: 엘리자베스 스튜어트(1596년 8월 19일~1662년 2월 13일)
  - 누나: 마거릿 스튜어트(1598년 12월 24일~1600년 3월)
  - 본인: 찰스 1세(1600년 11월 19일~1649년 1월 30일)
  - 남동생: 로버트 스튜어트(1602년 1월 18일~1602년 5월 27일)
  - 여동생: 메리 스튜어트(1605년 [[4월 8일~1607년 12월 16일)
  - 여동생: 소피아 스튜어트(1607년 6월)

### 자녀
헨리에타 마리아(1609년 11월 25일~1669년 9월 10일)와의 사이에서 태어난 자녀들은 다음과 같다.
| 사진 | 이름               | 생일             | 사망                   | 기타                                                                      |
| ---- | ------------------ | ---------------- | ---------------------- | ------------------------------------------------------------------------- |
|      | 찰스               | 1629년 5월 13일  | 1629년 5월 13일        | 요절.                                                                     |
|      | 찰스               | 1630년 5월 29일  | 1685년 2월 6일(54세)   | 후임 잉글랜드 왕국 국왕. 적자 없고 서자만 있음.                           |
|      | 프린세스 로열 메리 | 1631년 11월 4일  | 1660년 12월 24일(29세) | 빌럼 2세 판 오라녜 공작와 결혼. 슬하 1남.                                 |
|      | 제임스             | 1633년 10월 14일 | 1701년 9월 26일(67세)  | 후임 잉글랜드 왕국 국왕, 퇴위 앤 하이드와 결혼, 사별 모데나의 메리와 결혼 |
|      | 엘리자베스         | 1635년 12월 29일 | 1650년 9월 8일(14세)   | 요절.                                                                     |
|      | 앤                 | 1637년 3월 17일  | 1640년 11월 5일(3세)   | 요절.                                                                     |
|      | 캐서린             | 1639년 6월 29일  | 1639년 6월 29일        | 태어나자마자 사망.                                                        |
|      | 헨리               | 1640년 7월 8일   | 1660년 9월 13일(20세)  | 글로스터 공작, 요절.                                                      |
|      | 헨리에타           | 1644년 6월 16일  | 1670년 6월 30일(26세)  | 요절.                                                                     |

## 참고 문헌
- Adamson, John (2007), 《The Noble Revolt》, London: Weidenfeld & Nicolson, ISBN 978-0-2978-4262-0
- Ashmole, Elias (1715), 《The History of the Most Noble Order of the Garter》, London: Bell, Taylor, Baker, and Collins
- Carlton, Charles (1995), 《Charles I: The Personal Monarch》 2판, London: Routledge, ISBN 0-4151-2141-8
- Cokayne, George Edward; Gibbs, Vicary; Doubleday, Arthur (1913), 《The Complete Peerage》 III, London: St Catherine Press
- Coward, Barry (2003), 《The Stuart Age》 3판, London: Longman, ISBN 978-0-5827-7251-9
- Cust, Richard (2005), 《Charles I: A Political Life》, Harlow: Pearson Education, ISBN 0-5820-7034-1
- Donaghan, Barbara (1995), “Halcyon Days and the Literature of the War: England's Military Education before 1642”, 《Past and Present》 147 (147), 65–100쪽, doi:10.1093/past/147.1.65, JSTOR 651040
- Edwards, Graham (1999), 《The Last Days of Charles I》, Stroud: Sutton Publishing, ISBN 0-7509-2079-3
- Gardiner, Samuel Rawson (1906), 《The Constitutional Documents of the Puritan Revolution 1625–1660》 3판, Oxford: Clarendon Press, OL 13527275M
- Gillespie, Raymond (2006), 《Seventeenth Century Ireland》 3판, Dublin: Gill & McMillon, ISBN 978-0-7171-3946-0
- Gregg, Pauline (1981), 《King Charles I》, London: Dent, ISBN 0-4600-4437-0
- Hibbert, Christopher (1968), 《Charles I》, London: Weidenfeld & Nicolson
- Higgins, Charlotte (2009년 11월 24일), “Delaroche masterpiece feared lost in war to go on show at National Gallery”, 《The Guardian》, 2013년 10월 22일에 확인함
- Holmes, Clive (2006), 《Why was Charles I Executed?》, London & New York: Hambledon Continuum, ISBN 1-8528-5282-8
- Howat, G. M. D. (1974), 《Stuart and Cromwellian Foreign Policy》, London: Adam & Charles Black, ISBN 0-7136-1450-1
- Hunneyball, Paul (2010). 《ROUS, Francis (1581-1659), of Landrake, Cornw.; later of Brixham, Devon, Eton, Bucks. and Acton, Mdx; in The History of Parliament: the House of Commons 1604-1629》. CUP. ISBN 978-1-1070-0225-8.
- Jordan, Don; Walsh, Michael (2012). 《The King's Revenge; Charles II and the Greatest Manhunt in British History》. Little, Brown. ISBN 978-1-4087-0327-4.
- Johnston, G. Harvey (1906), 《The Heraldry of the Stewarts》, Edinburgh & London: W. & A. K. Johnston
- Kenyon, J. P. (1978), 《Stuart England》, London: Penguin Books, ISBN 0-7139-1087-9
- Kishlansky, Mark A.; Morrill, John (October 2008), 〈Charles I (1600–1649)〉, 《옥스포드 영국 인명 사전》 온라인판, 옥스포드 대학교 출판부, doi:10.1093/ref:odnb/5143 (Subscription 또는 UK 공공도서관 회원 필수.)
- Loades, D. M. (1974), 《Politics and the Nation》, London: Fontana, ISBN 0-0063-3339-7
- Louda, Jiří; Maclagan, Michael (1999), 《Lines of Succession: Heraldry of the Royal Families of Europe》 2판, London: Little, Brown, ISBN 978-0-3168-4820-6
- Millar, Oliver (1958), 《Rubens: the Whitehall Ceiling》, Oxford University Press
- Mitchell, Jolyon (2012), 《Martyrdom: A Very Short Introduction》, Oxford University Press, ISBN 978-0-1916-4244-9
- Quintrell, Brian (1993), 《Charles I: 1625–1640》, Harlow: Pearson Education, ISBN 0-5820-0354-7
- Robertson, Geoffrey (2002), 《Crimes Against Humanity: The Struggle for Global Justice》 2판, Harmondsworth: Penguin Books, ISBN 978-0-1410-1014-4
- Robertson, Geoffrey (2005), 《The Tyrannicide Brief》, London: Chatto & Windus, ISBN 0-7011-7602-4
- Russell, Conrad (1990), 《The Causes of the English Civil War》, Oxford: Clarendon Press, ISBN 978-0-1982-2141-8
- Russell, Conrad (1991), 《The Fall of the British Monarchies 1637–1642》, Oxford: Clarendon Press, ISBN 0-1982-0588-0
- Schama, Simon (2001), 《A History of Britain: The British Wars 1603–1776》, London: BBC Worldwide, ISBN 0-5635-3747-7
- Sharp, Buchanan (1980), 《In Contempt of All Authority》, Berkeley: University of California Press, ISBN 0-5200-3681-6
- Sharpe, Kevin (1992), 《The Personal Rule of Charles I》, New Haven & London: Yale University Press, ISBN 0-3000-5688-5
- Smith, David L. (1999), 《The Stuart Parliaments 1603–1689》, London: Arnold, ISBN 0-3406-2502-3
- Starkey, David (2006), 《Monarchy》, London: HarperPress, ISBN 978-0-0072-4750-9
- Stevenson, David (1973), 《The Scottish Revolution 1637–1644》, Newton Abbot: David & Charles, ISBN 0-7153-6302-6
- Trevelyan, G. M. (1922), 《England under the Stuarts》 10판, London: Putnam
- Wallis, John Eyre Winstanley (1921), 《English Regnal Years and Titles: Hand-lists, Easter dates, etc》, London: Society for the Promotion of Christian Knowledge
- Weightman, A. E. (1906), “The Royal Farthing Tokens” (PDF), 《British Numismatic Journal》 3 (11), 181–217쪽, 2018년 4월 30일에 원본 문서 (PDF)에서 보존된 문서
- Weir, Alison (1996), 《Britain's Royal Families: A Complete Genealogy》 Revis판, London: Pimlico, ISBN 978-0-7126-7448-5
- Young, Michael B. (1997), 《Charles I》, Basingstoke: Macmillan, ISBN 0-3336-0135-1

| 전임 아버지 제임스 1세 | 잉글랜드와 아일랜드의 왕 1625년~1649년 | 후임 잉글랜드 공위시대(잉글랜드 연방) |

| 전임 제임스 6세 | 스코틀랜드의 왕 1625년~1649년 | 후임 찰스 2세 |

| 전임 제임스 6세 | 제10대 스튜어트 왕실 당주 1625년~1649년 | 후임 찰스 2세 |